# Gertrud Baer

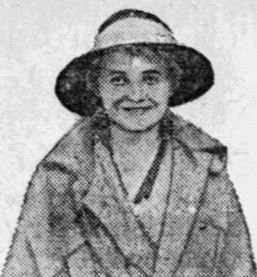
Gertrud Baer (1922)

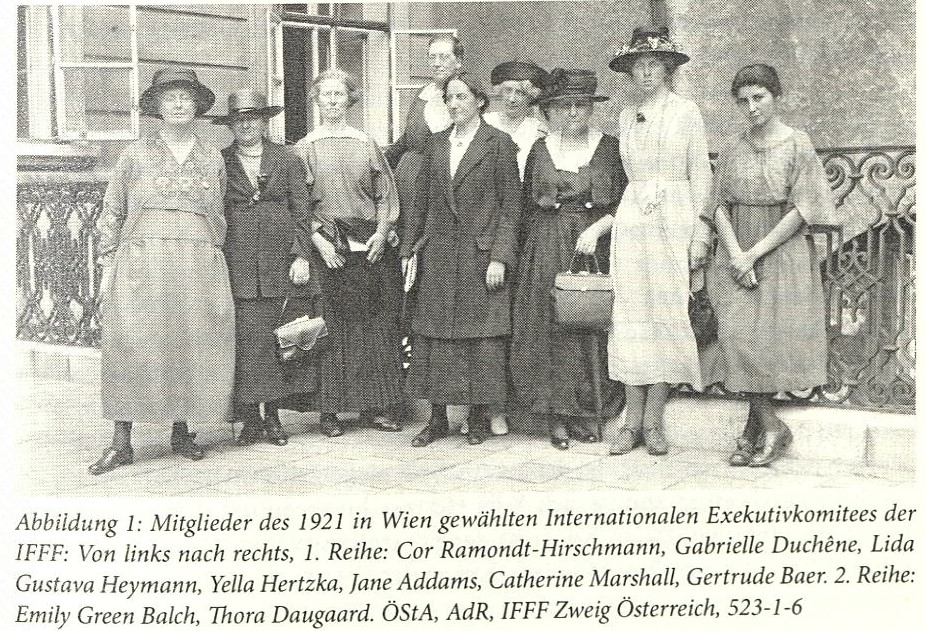
Gertrud Baer (rechts) im IFFF Exekutivkomitee (1921)

Gertrud Baer (geboren am 25. November 1890 in Halberstadt; gestorben am 15. Dezember 1981 in Genf) war eine deutsche Frauenrechtlerin und Friedensaktivistin.

## Leben
Baer war die älteste Tochter des Metallwarengroßhändlers Gustav Baer (1860–1937) und dessen Frau Sara, geborener Stern (1866–1943). Ihr Vater stammte aus einer bildungsbürgerlichen Familie aus Halberstadt, die auch Ärzte und Lehrer hervorgebracht hatte. Die Mutter stammte aus Hamburg, ihr Vater war der Oberrabbiner Anschel Stern (1820–1888). Gertruds jüngere Geschwister waren Erna (1892–1967), Walter (geb. 1894), Harriet (1896–1956) und Jeanette Baer (1903–1944), mit denen sie gemeinsam in Hamburg aufwuchs, wo sich ihr Vater niederließ.
Gertrud Baer studierte in Deutschland, der Schweiz und den USA Sprachen und Völkerrecht, und arbeitete unter anderem als Lehrerin und Journalistin. Sie war in den 1910ern kurz im Hamburger Frauenzentrum tätig, welches um 1900 von Lida Gustava Heymann gegründet worden war. Bereits über ihre Mutter war sie mit der Frauen- und Friedensbewegung in Kontakt gekommen. Gemeinsam mit Heymann, Anita Augspurg, Frida Perlen und anderen Frauen vertrat sie im Ersten Weltkrieg und darüber hinaus ihre pazifistischen Ideale; in dieser Zeit zog sie nach München und war in der kurzlebigen Münchner Räterepublik als Frauenbeauftragte des Sozialministeriums tätig. 1921 trat sie der Internationalen Frauenliga für Frieden und Freiheit (IFFF) bei. Mit Perlen und Naima Sahlbom gab sie 1924 einen Aufruf an Wissenschaftler heraus, ihre Arbeit nicht in den Dienst des Militärs zu stellen; sie trat kommunistischen wie nationalsozialistischen Ideen gleichermaßen kritisch entgegen. Sie wurde Vorsitzende der deutschen IFFF-Sektion. Von 1929 bis 1946 war sie Co-Präsidentin des IFFF (das Amt war zuvor von Jane Addams geführt worden; ab 1929 gleichberechtigt von Baer, Clara Ragaz und Emily Greene Balch). Ab 1933 musste sie ihre Arbeit im Schweizer Exil fortsetzen. Von 1940 bis Kriegsende lebte sie in New York. Sie war in ihrer Amtszeit auch Herausgeberin der Zeitschrift „Pax et Libertas“, die sechsmal jährlich als Informationsblatt der IFFF erschien.
Ab 1945 vertrat sie die IFFF und die Internationale Liga für Menschenrechte in Genf bei den Vereinten Nationen.
1977/78 drehte die aspirierende Regisseurin Michaela Belger mit ihr den Dokumentationsfilm Gertrud Baer – Ein Leben für die Gleichberechtigung der Frau, für Frieden und Freiheit, in dem Baer als Zeitzeugin der Frauen- und Friedensbewegung sowie der NS-Zeit auftrat. Baer starb 1981 kinderlos und ledig.